# Шушания, Георгий Ражденович
Георгий Рожденович (Ражденович) Шушания (1913—2006) — геолог, горный инженер, специалист в области геологии урана, поисков и разведки месторождений, рудничной геологии, организации геологической службы дважды лауреат Государственной премии СССР (1967, 1987).

## Биография
Окончил геологоразведочный факультет Московского института цветных металлов и золота им. М. И. Калинина по специальности «геология и разведка месторождений редких и радиоактивных руд», инженер-геолог.
В 1949—1988 гг. работал в Первом ГУ (главном управлении) Министерства среднего машиностроения СССР в должностях от старшего инженера до начальника Геологического управления.
Один из организаторов геологической службы атомной отрасли. Её постоянное совершенствование позволило создать в СССР крупнейшую в мире сырьевую базу атомной промышленности, обеспечившую потребность в уране на многие годы.
Принимал непосредственное участие в открытии нескольких крупных месторождений урановых руд, разведке и внедрении в производство прогрессивного метода добычи урана скважинным подземным выщелачиванием.
Дважды лауреат Государственной премии СССР (1967, 1987). Награждён орденами, медалями, нагрудным знаком «Почетный разведчик недр».
Государственная премии СССР 1967 года присуждена за открытие урановых месторождений Дергачёвское (1962), Восток (1964) и Звёздное (1966). Авторский коллектив — Ю. М. Часовитин, Г. А. Ведеткин, Л. А. Бай, М. А. Аношкин, С. А. Смирнов, Н. Г. Вавилов, Г. П. Полуаршинов, Н. Б. Карпов, Г. Р. Шушания.
Соавтор монографии:
- Мамилов В. А., Петров Р. П., Шушания Г. Р.и др. Добыча урана методом подземного выщелачивания. — М.: Атомиздат, 1980.

Соавтор книг об учёных:
- Петр Яковлевич Антропов : [Геолог], 1905—1979 / Ф. И. Вольфсон, Н. С. Зонтов, Г. Р. Шушания; Отв. ред. В. А. Перваго. — М. : Наука, 1985. — 94 с. : ил.; 20 см. — (Науч.-биогр. сер.).
- Дмитрий Иванович Щербаков, 1893—1966 / Ф. И. Вольфсон, Н. С. Зонтов, Г. Р. Шушания; Отв. ред. Н. П. Лаверов; АН СССР. — М. : Наука, 1987. — 205,[2] с. : ил.; 20 см.

Умер в 2006 году. Похоронен на Ваганьковском кладбище.